# 벌교중학교
벌교중학교(筏橋中學校)는 대한민국 전라남도 보성군 벌교읍 봉림리에 있는 공립 중학교이다.

## 학교 연혁
- 1946년 11월 15일 : 벌교초급중학교 설립 인가, 벌교초급중학교 개교, 초대 김채주 교장 부임
- 1950년 6월 1일 : 벌교공립보통학교에서 벌교상업중학교로 교명 변경
- 1952년 4월 29일 : 벌교중학교로 교명 변경
- 2024년 9월 1일 : 제30대 류상선 교장 부임
- 2025년 1월 7일 : 제78회 졸업 14명, 총 졸업생수 12,799명

## 참고 자료
- 벌교중학교 - 한국교육학술정보원 학교알리미